# Dãy núi Aravalli
Dãy núi Aravalli (tiếng Hindi: अरावली, nghĩa 'loạt những đỉnh [núi]') là một dãy núi ở miền tây Ấn Độ chạy dài khoảng 692 km (430 mi) theo hướng đông bắc qua các bang Gujarat, Rajasthan, và Haryana, rồi dừng ở Delhi.